# Трахана
Трахана или тархана, или в някои пирински македонски диалекти трахан/трахунь, tarhana (турски), tarkhina, tarkhana, tarkhwana (персийски ترخینه، ترخانه، ترخوانه), trachanas/trahanas (Гърция τραχανάς), trahana (Албания), kishk (Египет), kushuk (Ирак) е ястие с персийски произход, подобно на попара. Разпространена е в Странджа, Сакар, Родопите и други райони на страната. Траханата се замесва с квас, а не с мая. Ферментацията, която се поддържа 4 – 5 дни преди да се изсуши, ѝ придава специфичния аромат и леко кисел вкус и я прави подходяща храна за хора със стомашно-чревни заболявания.
По начина на приготвяне може да се оприличи с италианската „паста“, доколкото изходната суровина на заливката се приготвя като тесто от брашно и зеленчуци, което след неколкократно омесване и втасване се изсушава и стрива. Така консервираният и гранулиран продукт може да се използва целогодишно за варене на сос, с който се накисва препечен надробен хляб, овкусен със сирене и масло. В миналото в Карловско тарханата се е приготвяла от почти всички зеленчуци в двора – домати, червен пипер, моркови, целина, нахут (сланутък на старобългарски). Те се сваряват, пасират и омесват с брашно и мая, балканска чубрица, стрит магданоз, а понякога и с джоджен, мащерка и риган. Тестото втасва и след това се претрива с още брашно на полусухи трохи. Изсушава се на слънце и се съхранява в платнени торби на сухо и проветриво място, за да не „хване молци“. Употребявала се е като каша или гъста супа. Сместа се изсипва в гореща вода и се бърка до омекване на парченцата. Обичайно се е поливала с препържен зехтин, шарлаган, сусамово масло или свинска мас. В миналото тарханата е била една от основните храни на българското население и е характерна за почти всички балкански кулинарни традиции.
Характерната странджанска рецепта за тестото включва тиква, домати, червен пипер и особена зелена подправка.
Някои гастрономи варят траханата с прясно мляко.
Друга рецепта в Уикикниги.